# Алексеј Јерјоменко
Алексеј Алексејевич Јерјоменко (рус. Ерёменко, Алексей Алексеевич; 24. март 1983, Ростов на Дону) бивши је фински фудбалер који је играо на позицији офанзивног везног играча.